# Cleome perrieri
Cleome perrieri là một loài thực vật có hoa trong họ Màng màng. Loài này được Hadj-Moust. mô tả khoa học đầu tiên năm 1965.